# Alto Navia
Alto Navia este o arie protejată (arie specială de conservare — SAC, sit de importanță comunitară — SCI) din Spania întinsă pe o suprafață de 74,53 ha, integral pe uscat.

## Localizare
Centrul sitului Alto Navia este situat la coordonatele 43°01′15″N 6°57′43″W / 43.0207°N 6.9619°V.

## Înființare
Situl Alto Navia a fost declarat sit de importanță comunitară în februarie 2004 pentru a proteja 3 specii de animale. Situl a fost protejat și ca arie specială de conservare în decembrie 2014.

## Biodiversitate
Situată în ecoregiunea atlantică, aria protejată conține 5 habitate naturale: Păduri de stejar galițio-portugheze cu Quercus robur și Quercus pyrenaica, Pajiști uscate europene, Păduri aluvionare cu Alnus glutinosa și Fraxinus excelsior (Alno-Padion, Alnion incanae, Salicion albae), Cursuri de apă de la nivel de câmpie la nivel montan, cu vegetație Ranunculion fluitantis și Callitricho-Batrachion, Lande oro-mediteraneene cu formațiuni endemice de grozamă.
La baza desemnării sitului se află mai multe specii protejate:
- mamifere (2): Galemys pyrenaicus, vidră de râu (Lutra lutra)
- nevertebrate (1): Margaritifera margaritifera